# Gerry Peyton
Gerald Joseph Peyton (Birmingham, 1956. május 20. –) ír válogatott labdarúgókapus.

## Pályafutása

### Klubcsapatokban
Birminghamban született Angliában. A Burnleyben mutatkozott be 1976 júliusában. 1977-ben a Fulham igazolta le, melynek kapuját 345 mérkőzésen védte 1977 és 1986 között. Az 1983–84-es idényben a Southend United vette kölcsön. 1986-ban szerződtette a Bournemouth, melynek színeiben 1987-ben megnyerte a harmadosztályt. 1991-ben az Evertonhoz távozott, de nem lépett pályára egyetlen mérkőzésen sem, mert négy alkalommal is kölcsönadták, sorrendben a Bolton Wanderers, a Norwich City, Brentford és a Chelsea együttesének. 1994-ben a West Ham United játékosaként vonult vissza az aktív játéktól.    

### A válogatottban
1977 és 1992 között 33 alkalommal szerepelt az ír válogatottban. Egy Spanyolország elleni barátságos mérkőzésen mutatkozott be 1977. február 9-én. Részt vett az 1988-as Európa-bajnokságon és az 1990-es világbajnokságon.

## Sikerei, díjai
Bournemouth
- Angol harmadosztályú bajnok (1): 1986–87
- AFC Bournemouth - Az év játékosa: 1987